# Danilo Dirani
Danilo Dirani (São Paulo, 10 januari 1983) is een Braziliaans autocoureur. In zijn kartcarrière (tussen 1992 en 2002) won Danilo 29 verschillende kampioenschappen in Zuid-Amerika. In 2008 racet Danilo in de Copa NEXTEL Stock Car.